# 3280 Ґретрі
3280 Ґретрі (3280 Grétry) — астероїд головного поясу, відкритий 17 вересня 1933 року.
Тіссеранів параметр щодо Юпітера — 3,401.